# Il diavolo. Tentatore. Innamorato
Il diavolo. Tentatore. Innamorato è un'opera che raccoglie i racconti di due scrittori: Andrea Camilleri che ha scritto Il diavolo che tentò sé stesso e Jacques Cazotte (1719–1792), l'autore de Le diable amoureux (1772) (Il diavolo innamorato) con la traduzione e postfazione di Gaia Panfili. 
Il libro è stato pubblicato nel 2005 dall'editore Donzelli.

## Origine dell'opera
L'editore Donzelli aveva notato come non fosse stato pubblicato in Italia il libro Le diable amoureux, una dissacrante novella di origine spagnola, una misteriosa storia d'amore avvolta in atmosfere magiche, soprannaturali e diaboliche, dai toni scherzosi e irriverenti dello scrittore francese Jacques Cazotte, finito sotto la ghigliottina durante il periodo del Terrore della Rivoluzione francese del 1789.
Deciso a pubblicare l'opera Donzelli si ricordò che in uno dei romanzi di Montalbano, il personaggio di Camilleri, faceva riferimento a questo libro ed allora chiese allo scrittore siciliano una prefazione alla sua edizione. Camilleri accettò ma invece che un'introduzione all'opera volle aggiungervi un suo racconto con lo stesso protagonista: il diavolo Bacab nelle vesti di "tentatore di sé stesso".

## Trama deIl diavolo che tentò sé stesso
(Andrea Camilleri)
Bacab è un povero diavolo di poco conto che finora ha assolto un lavoro molto facile infilandosi nell'organo sessuale maschile o femminile così che, «strica oggi, strica dumani», ne nascono tentazioni carnali a cui è impossibile resistere e che finiscono in amori «pazzi ed esecrabili».
Per mettersi in evidenza con il suo superiore, l'arcidiavolo Delamaz, Bacab si arrischia ad accettare un'impresa molto difficile: far cadere in tentazione la pronipote della monaca di Monza di manzoniana memoria.
Bacab mettendo in opera mille diavolerie riesce nel suo compito ma ha suscitato le reazioni indignate della «parte avversa». Ne è nato un caso politico per cui bisognerà arrivare ad un compromesso con la controparte rappresentata dall'arcangelo Gabriele.

## Trama deIl diavolo innamorato
(Jacques Cazotte, Il diavolo innamorato)
La vicenda si svolge tra Napoli, durante la dominazione spagnola, Venezia e l'Estremadura. Alvaro, un giovane capitano spagnolo delle guardie del re, in una serata di bevute, incontra un commilitone che lo introduce ai misteri dell'occultismo e con il quale invocherà Belzebù. Il diavolo coglierà l'occasione per impadronirsi dell'anima del giovane e, assumendo le sembianze corporee di una bellissima giovane, Biondetta, tenterà con ogni arte seduttrice di farlo cadere in tentazione carnale. In questa tenzone amorosa però accade che la donna-diavolo senza volerlo si è innamorata e ora vuole sedurre il giovane non solo per dovere "professionale" ma per amore naturale, e lo segue a Venezia mettendosi al suo servizio sotto le sembianze di un paggio, Biondetto. A Venezia, Alvaro si dedica ai piaceri della città durante il Carnevale e al gioco. Inizia una relazione con la cortigiana Olimpia che, avendo scoperto la natura femminile del paggio e presa dalla gelosia, fa accoltellare Biondetta riducendola in fin di vita. Alvaro, commosso dalla devozione di Biondetta e pentito della durezza con cui l'aveva trattata, se ne innamora e si dedica alle sue cure. Alvaro e Biondetta, oramai pienamente ristabilita, intraprendono un viaggio verso l'Estremadura per raggiungere la madre di Alvaro, doña Mencia, ed ottenere il consenso alle nozze. Biondetta mostra sempre più frequentemente segni di insofferenza per l'indecisione di Alvaro, fino a che non si manifesta nelle sue reali sembianze di diavolo poco prima di raggiungere la meta, conquistando finalmente Alvaro durante la prima notte di passione. Alvaro si risveglia dal delirio, incerto se la visione notturna fosse reale oppure sogno, e trova rifugio presso la sua famiglia dove un dottore di Salamanca spiega al giovane a quale enorme pericolo sia scampato.

## Edizioni
- Andrea Camilleri, Jacques Cazotte, Il diavolo. Tentatore. Innamorato, Roma, Donzelli, 2005,  pagg.142, ISBN 88-7989-960-0.